# Chiesa del Santissimo Sacramento (Portoferraio)
La chiesa del Santissimo Sacramento è un edificio sacro che si trova in via Garibaldi a Portoferraio.

## Storia e descrizione
Edificata nel 1551, il suo aspetto attuale è frutto della ricostruzione dopo i bombardamenti bellici (1946). Il soffitto dell'unica navata (1731), decorato a cassettoni con motivi floreali, porta al centro l'Incoronazione di Maria attribuita a Giovanni Camillo Sagrestani. 
Sul barocco altar maggiore in marmi policromi e stucchi è la pala dell'Assunta, copia (1930) di Giuseppe Mazzei da Guido Reni; alle pareti, i dipinti tardo-settecenteschi di Cristino Giannetti con il Sacrificio di Abramo e il Sogno di Elia. 
La cappella dedicata ai caduti della Grande Guerra è opera (1934) di Severino Crott; gli affreschi sono di Giuseppe Mazzei. Sopra il ciborio e l'altare marmoreo si trova il Crocifisso ligneo che si vuole ritrovato sotto le rovine dell'antica "Fabricia".